# Sep Vanmarcke
Sep Vanmarcke (ur. 28 lipca 1988 w Kortrijk) – belgijski kolarz szosowy.
Jego specjalnością są wyścigi jednodniowe, tzw. klasyczne. Jego największym sukcesem jest zwycięstwo w prestiżowym wyścigu Omloop Het Nieuwsblad (2012). Jego młodszy brat Ken Vanmarcke również jest kolarzem.

## Najważniejsze osiągnięcia
2009
- 1. miejsce na 1. etapie Tour du Haut Anjou

2010
- 2. miejsce w Gandawa-Wevelgem
- 2. miejsce w Circuit Franco-Belge

2011
- 4. miejsce w E3 Harelbeke
- 4. miejsce na 20. etapie Vuelta a España

2012
- 1. miejsce w Omloop Het Nieuwsblad
- 5. miejsce w E3 Harelbeke

2013
- 1. miejsce w Grand Prix Impanis-Van Petegem
- 2. miejsce w Paryż-Roubaix
- 2. miejsce w Grote Prijs Jef Scherens

2014
- 3. miejsce w Ronde van Vlaanderen
- 3. miejsce w Kuurne-Bruksela-Kuurne
- 4. miejsce w Gandawa-Wevelgem
- 7. miejsce w Grand Prix Cycliste de Québec

2015
- 5. miejsce w E3 Harelbeke
- 6. miejsce w Gandawa-Wevelgem

2016
- 2. miejsce w Gandawa-Wevelgem
- 3. miejsce w Ronde van Vlaanderen

2017
- 3. miejsce w Omloop Het Nieuwsblad

2018
- 3. miejsce w Omloop Het Nieuwsblad
- 3. miejsce w Dwars door Vlaanderen

2019
- 1. miejsce na 1. etapie Tour du Haut-Var

2021
- 3. miejsce w Omloop Het Nieuwsblad
- 2. miejsce w Settimana Ciclistica Italiana

2022
- 1. miejsce w Maryland Cycling Classic

2023
- 3. miejsce w Gandawa-Wevelgem

## Rankingi
| Rok                | 2007 | 2008 | 2009 | 2010 | 2011 | 2012 | 2013 | 2014 | 2015 | 2016 | 2017 | 2018 | 2019 | 2020 | 2021 | 2022 | 2023 |
| ------------------ | ---- | ---- | ---- | ---- | ---- | ---- | ---- | ---- | ---- | ---- | ---- | ---- | ---- | ---- | ---- | ---- | ---- |
| UCI World Calendar |      |      | -    | 79.  |      |      |      |      |      |      |      |      |      |      |      |      |      |
| UCI World Tour     |      |      |      |      | 196. | 104. | 63.  | 23.  | 72.  | 18.  | 39.  | 45.  |      |      |      |      |      |
| World Ranking      |      |      |      |      |      |      |      |      |      | 32.  | 58.  | 64.  | 73.  | 406. | 99.  | 220. | 167. |
| UCI Europe Tour    | 712. | 877. | 219. | 124. |      |      |      |      |      | 199. | 508. | 435. | 60.  | 332. | 83.  | 180. | -    |
| UCI Asia Tour      | -    | -    | -    | -    |      |      |      |      |      | -    | -    | 735. |      |      |      |      |      |
|                    |      |      |      |      |      |      |      |      |      |      |      |      |      |      |      |      |      |
| Źródło: UCI        |      |      |      |      |      |      |      |      |      |      |      |      |      |      |      |      |      |